# Христианство в Словакии
Христианство в Словакии — самая распространённая религия в стране.
По данным исследовательского центра Pew Research Center в 2010 году в Словакии проживало 4,73 млн христиан, которые составляли 86,5 % населения этой страны. Энциклопедия «Религии мира» Дж. Г. Мелтона оценивает долю христиан в 2010 году в 85,4 % (4,6 млн верующих).
Крупнейшим направлением христианства в стране является католицизм. В 2000 году в Словакии действовало 2,5 тыс. христианских церквей и мест богослужения, принадлежащих 24 различным христианским деноминациям.
Помимо словаков, христианами также являются большинство живущих в стране венгров, румын, русинов, цыган, чехов, белорусов, украинцев, немцев, македонцев, болгаров, поляков и др.
Христиане Словакии участвуют в экуменическом движении. С 1993 года в стране действует Экуменический совет церквей в Словакской республике, объединяющий православных, протестантов и старокатоликов. Три словакские церкви (православных, лютеран и реформаторов) являются членами Всемирного совета церквей. Консервативные евангельские церкви страны объединены в Евангелический альянс Словакии, связанный со Всемирным евангельским альянсом.